# Ramón de Campoamor
Ramón María de las Mercedes de Campoamor y Campoosorio, znany jako Ramón de Campoamor (ur. 24 września 1817 w Navii, zm. 11 lutego 1901 w Madrycie) – hiszpański poeta, realista i filozof. Uważany za jednego z przedstawicieli hiszpańskiego romantyzmu.
Zadebiutował w 1840 zbiorem sielanek Ternezas y flores cechujących się wyjątkową sprawnością warsztatową. Z powodzeniem wydał wkrótce dwa kolejne zbiory utrzymane tym razem w tonie moralitetów: Ayes del Alma (1842) i Fábulas morales y politicas (1842). W 1853 Campoamor opublikował swój pierwszy epicki poemat złożony z 16 pieśni – Colón. Poeta często nawiązywał przy tym do antycznych form wierszowanych takich jak epigramat, satyra czy moralitet. Często dawał wyraz swojej fascynacji metafizyką oraz filozofią, zarówno racjonalistyczną, jak i empiryczną. Opublikował szereg rozpraw filozoficznych, min. La Filosofia de las leyes (Filozofia praw, 1846), El personalismo, apuntes para una filosofía (Personalizm, 1855), La metafísica limpia, fija y da esplendor al lenguaje (1862), Lo Absoluto (Absolut, 1865) czy El Ideísmo (1883).
W eseju Polémicas con la Democracia (1863) dał wyraz swoim konserwatywnym poglądom.
Campoamor zyskał również uznanie jako dramaturg. Jego Kobietę i mężczyznę, czyli Licenciat Torralba przetłumaczył na język polski Antoni Lange.